# 英女皇塔
英女皇塔，是英國出生的日本純種賽駒。生涯活躍於一哩賽事，曾於2021年勝出鬱金香賞。

## 出賽前
2018年1月23日出生於英國社台牧場，成長途中被引入日本並於一口馬主俱樂部Shadai Race Horse Co. Ltd.進行馬主募集。
其後交由栗東訓練中心練馬師高野友和訓練。

## 競賽生涯

### 2歲
2020年12月19日出戰阪神競馬場2歲新馬戰，保持於後方位置下於直路瞬間發揮速度衝出，最終取得首勝。

### 3歲
2021年首戰為表列賽小妖精錦標，本次比賽再度使用後上戰術，然而於直路上未能突圍並迫近前方的賽駒，最終以第九大敗。
3月6日出戰二級賽鬱金香賞，賽前取得第二人氣。比賽開始後，其保持於先頭位置穩定推進，於同𪚩彎道時候稍為發力並透出。進入直路後，其於內欄位置不斷加速追擊前方領先的齊叫好，最終和對手以平頭姿態衝線。而經過賽後的照片判定，賽會最終宣判英女皇塔及齊叫好一同獲得平頭冠軍，取得首個分級賽冠軍。
4月按照計劃出戰櫻花賞，採取居中戰術下於通過彎道時稍微墮後，然而於直路未能重新加速衝出下以第十三大敗。
其後以優駿牝馬（日本橡樹大賽）前哨戰香豌豆錦標作為目標，但表現繼續平平之下僅跑獲第六。
完成以上賽事後，其前往放草休養，但於5月27日時被發現兩前腳膝部出現剝離性骨折，最終需要進入長期休養。
12月1日復出出戰地方賽事皇后賞，但於泥地適性完全不足下在最後彎道逐步失速，最終以第十三大敗，賽後重返休養狀態。

### 4歲
進入2022年，其於下半年原定以11月20日的公開賽福島民友作為復出戰，但於訓練途中被發現右前腳有緊繃的跡象。經過詳細的超聲波檢查後，醫療團隊發現其患有肌腱炎，因而陣營於商討後決定安排其退役。

### 詳細賽績
| 日期       | 舉辦國家 | 馬場 | 距離   | 級別   | 賽事名稱   | 負重 | 騎師     | 馬號 | 出馬 | 名次 | 時間   | 頭馬（二馬）   |
| ---------- | -------- | ---- | ------ | ------ | ---------- | ---- | -------- | ---- | ---- | ---- | ------ | -------------- |
| 19/12/2020 | 日本     | 阪神 | 草1600 |        | 2歲新馬    | 54   | 武豐     | 12   | 18   | 1    | 1:36.9 | （勝神）       |
| 6/2/2021   | 日本     | 中京 | 草1600 | L      | 小妖精錦標 | 54   | 武豐     | 3    | 12   | 9    | 1:36.5 | Sulfur Cosmos  |
| 6/3/2021   | 日本     | 阪神 | 草1600 | GII    | 鬱金香賞   | 54   | 川田將雅 | 5    | 12   | 1    | 1:33.8 | （齊叫好）[a]  |
| 11/4/2021  | 日本     | 阪神 | 草1600 | GI     | 桜花賞     | 55   | 川田將雅 | 13   | 18   | 13   | 1:32.6 | 純淨之輝       |
| 2/5/2021   | 日本     | 東京 | 草1800 | L      | 香豌豆錦標 | 54   | 石橋脩   | 4    | 13   | 6    | 1:46.8 | Tagano Passion |
| 1/12/2021  | 日本     | 船橋 | 泥1800 | JpnIII | 皇后賞     | 54   | 川田將雅 | 1    | 14   | 13   | 1:57.8 | Diana Bright   |

a 其和此賽駒爲平頭冠軍

## 退役後
退役後，英女皇塔成為了繁殖雌馬，於北海道千歲市社台牧場休養，在2023年進行配種。首匹子嗣於2024年出生，可於2026年出賽。

### 詳細繁殖資料
| 數目   | 馬名         | 出生年 | 性別 | 父系             | 練馬師 | 馬主 | 戰績       |
| ------ | ------------ | ------ | ---- | ---------------- | ------ | ---- | ---------- |
| 第一匹 | 英女皇塔2024 | 2024   | 雄   | Bricks And Motor |        |      | （出賽前） |

## 血統簡介
父系皇僕爲英國賽駒，生涯戰績彪炳，尤其於一哩賽事有絕佳統治力，曾勝出愛爾蘭二千堅尼、傑克莫華大賽、聖詹姆士皇宮錦標及薩塞克斯錦標四項一級賽，另外亦於二千堅尼錦標取得亞軍。祖父志氣高爲愛爾蘭生產的英國賽駒，生涯戰績優秀，曾勝出一級賽短途盃錦標。
母系草上芳蹤為德國賽駒，生涯戰績優秀，曾勝出一級賽德國橡樹大賽。外祖父長老為愛爾蘭生產的法國賽駒，生涯戰績優秀，曾勝出英皇佐治六世及皇后伊利沙伯鑽石錦標。

### 血統表
| 父線：單色系（北地舞人系）                                     |                          |             |                   |
| 種馬 皇僕 2011年（棗色）                                       | 志氣高 1997年（棗色）    | 綠沙漠      | 單色              |
| 種馬 皇僕 2011年（棗色）                                       | 志氣高 1997年（棗色）    | 綠沙漠      | Foreign Courier   |
| 種馬 皇僕 2011年（棗色）                                       | 志氣高 1997年（棗色）    | Rafha       | Kris              |
| 種馬 皇僕 2011年（棗色）                                       | 志氣高 1997年（棗色）    | Rafha       | Eljazzi           |
| 種馬 皇僕 2011年（棗色）                                       | Zenda 1999年（棗色）     | Zamindar    | Gone West         |
| 種馬 皇僕 2011年（棗色）                                       | Zenda 1999年（棗色）     | Zamindar    | Zaizafon          |
| 種馬 皇僕 2011年（棗色）                                       | Zenda 1999年（棗色）     | Hope        | 勇舞              |
| 種馬 皇僕 2011年（棗色）                                       | Zenda 1999年（棗色）     | Hope        | Bahamian          |
| 繁殖雌馬 草上芳蹤 2012年（棕色）                               | 長老 2000年（棗色）      | 鞍匠井      | 北地舞人          |
| 繁殖雌馬 草上芳蹤 2012年（棕色）                               | 長老 2000年（棗色）      | 鞍匠井      | Fairy Bridge      |
| 繁殖雌馬 草上芳蹤 2012年（棕色）                               | 長老 2000年（棗色）      | Moon Cactus | 基斯              |
| 繁殖雌馬 草上芳蹤 2012年（棕色）                               | 長老 2000年（棗色）      | Moon Cactus | Lady Moon         |
| 繁殖雌馬 草上芳蹤 2012年（棕色）                               | Turfaue 2000年（深棗色） | Big Shuffle | Super Concorde    |
| 繁殖雌馬 草上芳蹤 2012年（棕色）                               | Turfaue 2000年（深棗色） | Big Shuffle | Raise Your Skirts |
| 繁殖雌馬 草上芳蹤 2012年（棕色）                               | Turfaue 2000年（深棗色） | Turfquelle  | Shaadi            |
| 繁殖雌馬 草上芳蹤 2012年（棕色）                               | Turfaue 2000年（深棗色） | Turfquelle  | Thekla            |
| 雌系：號族：8-f                                                |                          |             |                   |
| 五代內近親交配：基斯 4×4、單色 4×5、北地舞人 4×5、水車礁石 5×5 |                          |             |                   |

## 命名由來
名字Elizabeth Tower（エリザベスタワー）來自英國倫敦著名地標大笨鐘之正式名稱伊利沙伯塔，香港採意譯翻譯為「英女皇塔」。

## 外部連結
- 英女皇塔 netkeiba.com （页面存档备份，存于）
- 血統表 （页面存档备份，存于）